# 麓川智之
麓川智之（ふもとがわ ともゆき）は、サクセス所属のシナリオライターである。

## 作品リスト
- ビストロ・きゅーぴっと（2003年8月28日）
- アカイイト（2004年10月21日）
- アオイシロ（2008年5月15日）
- のーふぇいと! 〜only the power of will〜（2010年2月25日）※挿入歌の作詞も担当